# Área de conservación regional Chuyapi Urusayhua
El área de conservación regional Chuyapi Urusayhua es un área protegida del Perú, abarca la selva alta de los distritos de Echarati, Vilcabamba y Santa Ana de la provincia de La Convención, en el departamento del Cuzco.

## Descripción

### Historia
El área es administrada por el gobierno regional del Cuzco, su creación se dio mediante el Decreto Supremo N° 003-2021-MINAM del 24 de marzo de 2021 durante el gobierno del presidente Francisco Sagasti.
El objetivo del área además de la conservación de la abundante flora y fauna, es mantener en resguardo dos ecorregiones, seis pisos ecológicos y doce sistemas ecológicos propios del lugar.

### Extensión
La amplitud del área de conservación regional abarca los ecosistemas de la yunga peruana, los humedales de los andes centrales y de la puna, especialmente el cerro Urusayhua y la cuenca del río Chuyapi. Su extensión es de 80,190.78 ha. Es considerada la cuarta área de conservación regional en el departamento del Cuzco.
El cerro Urusayhua es considerada un apu por las comunidades campesinas de la provincia de La Convención.